# Pamela Anderson
Pamela Denise Anderson, kanadska igralka, fotomodel, producentka, aktivistka, pisateljica in nekdanja showgirl, * 1. julij 1967, Ladysmith, Britanska Kolumbija, Kanada.
Pamela Anderson je najbolje prepoznavna po svojih vlogah v televizijskih serijah, kot so Home Improvement, Obalna straža in V.I.P. Februarja 1990 so jo izbrali za playboyjevo zajčico meseca. Nekaj časa je po svoji poroki s Tommyjem Leejem, bobnarjem glasbene skupine Mötley Crüe delovala tudi pod imenom Pamela Anderson Lee (ali le Pamela Lee). Ima tako ameriško kot kanadsko državljanstvo.

## Zgodnje življenje
Pamela Denise Anderson se je rodila v Ladysmithu, Britanska Kolumbija, Kanada, kot hči Barryja, popravljalca pečic, in Carol (roj. Grosco) Anderson, natakarice. Njen pradedek, Juho Hyytiäinen, je bil Finec, rojen v Saarijärviju. Finsko je zapustil leta 1908, ko je bila del Ruskega imperija, in ob prihodu v Združene države Amerike, je svoj priimek spremenil v Anderson. Po materini strani ima tudi ruske korenine.

## Kariera
Potem, ko je leta 1985 končala srednjo šolo Highland, se je preselila v Vancouver in pričela s svojo kariero osebne trenerke v fitnesu. Poleti leta 1989 je Pamela Anderson s prijateljico odšla na tekmo moštva BC Lions na stadionu BC Place; med igro so jo pokazali na ekranu in množica je pričela navijati za enaindvajsetletno Pamelo Anderson, oblečeno v Labattovo majico. Sprehodila se je do igrišča, kjer je bila deležna stoječih ovacij. Njen fant, fotograf Dan Ilicic, je sam produciral poster Blue Zone Girl, na katerem se je pojavila tudi sama. Oktobra 1989 se je pojavila na naslovnici revije Playboy. Ker je kot fotomodel požela precej uspeha, se je odločila, da se bo preselila v Los Angeles in nadaljevala s svojo kariero. Ko jo je revija Playboy februarja 1990 izbrala za svojo zajčico meseca, se je v reviji pojavila še večkrat. Takrat se je odločila za plastično operacijo prsi. V reviji Playboy se je v devetdesetih in 2000. letih pojavila še velikokrat.

### Igranje in manekenstvo
Potem, ko se je preselila v Los Angeles, je Pamela Anderson dobila manjšo vlogo v televizijski seriji Home Improvement. V seriji je igrala še dve leti, nato pa jo je zapustila, saj je dobila vlogo C. J. Parker v televizijski seriji Obalna straža. V seriji je igrala med letoma 1992 in 1998. Še vedno pa je nadaljevala s svojo manekensko kariero in vsako leto se je pojavila na naslovnici revije Outdoor Life. Leta 1993 se je v sklopu promocije svojega prvega glasbenega albuma, Exposed, pojavila v videospotu pesmi »Can't Have Your Cake« Vincea Neila.
Leta 1994 je Pamela Anderson dobila svojo prvo glavno vlogo, in sicer v filmu Raw Justice, poznanem tudi pod imenom Good Cop, Bad Cop. V filmu je zaigrala poleg Stacy Keach, Davida Keitha in zvezde filma Ali je pilot v letalu?, Roberta Haysa. Film je na Worldfestu v Charlestonu pod naslovom 'Good Cop, Bad Cop prejel nagrado Bronze Award v kategoriji za »najboljši dramatični film«, veliko pozornosti s strani kritikov pa je prejela tudi do takrat že dokaj znana igralska zasedba.
Leta 1996 je zaigrala Barbaro Rose Kopetski v filmu Barb Wire; ob izidu filma so nekateri mediji poročali, da je ime njenega lika v tem filmu pravzaprav njeno pravo ime, a je Pamela Anderson to nazadnje zanikala. Film, futuristična različica filma Casablanca, ni požel veliko komercialnega uspeha. Aprila 1997 je Pamela Anderson vodila epizodo oddaje Saturday Night Live in septembra tistega leta se je pojavila na eni od dveh naslovnic revije Playboy.
Septembra 1998 je zaigrala Vallery Irons v uspešni televizijski seriji V.I.P. Sony Pictures Entertainmenta, ki jo je napisal J. F. Lawton. V avanturistični seriji, mešanici med akcijsko in komično zvrstjo, se je Pamela Anderson pogosto norčevala iz podobe, ki si jo je o njej preko medijev ustvarila javnost, serija sama pa je govorila o življenju razburljivih in včasih spletkarskih slavnih bogatašev. Serija je bila dokaj uspešna in snemali so jo šest let. Leta 1999 je zaigrala velikanko v videospotu za pesem »Miserable« kalifornijske alternativne rock glasbene skupine Lit. Z vlogo C.J. Parker je požela največ uspeha in mednarodne prepoznavnosti. Z igralsko zasedbo s serije Obalna straža je ponovno sodelovala v filmu Obalna straža: Havajska poroka. Kot sovražnica glavnega lika v seriji, Fran (Fran Drescher), Heather Biblow-Imperiali, se je leta 1997 pojavila v dveh epizodah televizijske serije Varuška.
Zgodaj leta 2004 se je Pamela Anderson vrnila pod žaromete. Maja tistega leta se je gola pojavila na naslovnici revije Playboy. Kasneje je gola pozirala tudi za reviji Stuff in GQ. Tistega leta je Pamela Anderson izdala knjigo z naslovom Star, ki jo je napisala skupaj z Ericom Shawom Quinnom. Knjiga je govorila o najstnici, ki se trudi postati slavna. Nato je pričela v sklopu promocije obiskovati najrazličnejša mesta po Združenih državah Amerike in deliti svoje avtograme po vseh ameriških trgovinah Wal-Mart. Njena druga knjiga, nadaljevanje prve, je nosila naslov Star Struck. Izšla je leta 2005 in naj bi vsaj deloma temeljila na njenem življenju s Tommyjem Leejem. Aprila 2005 se je pričela igrati v Foxovi komični televizijski seriji Vroča knjigarna. V seriji je zaigrala vlogo Skyler Dayton, neodgovornega dekleta, ki dobi službo v knjigarni. Po dveh sezonah so serijo 18. maja 2006 prenehali predvajati; nekaterih epizod iz serije niso nikoli izdali. 14. avgusta 2005 je podjetje Comedy Central ustvarilo serijo Roast of Pamela Anderson, s katero so želeli Pamelo Anderson počastiti kot najvidnejši seks simbol zadnjega desetletja. V zaključnem govoru v seriji je Pamela Anderson svoji dojki poimenovala kot »Pancho in Lefty«.
Decembra 2005 je NBC na svojih kanalih prepovedala predvajanje posnetka plesa Pamele Anderson na pesem »The Red Piano« Eltona Johna; NBC je posnetek označil za neprimeren. Posnetek so na velikih platnih predvajali med nastopom Eltona Johna s pesmijo »The Bitch is Back«. Marca 2006 so oznanili, da bo Pamela Anderson v zahvalo za njeno dolgoletno delo v manekenski in igralski karieri prejela svojo zvezdo na Canada's Walk of Fame. Je šele druga manekenka, ki je tamkaj prejela svojo zvezdo. Aprila 2006 je Pamela Anderson postala prva ne-pevka in manekenka, ki je vodila kanadsko podelitev nagrad Juno Awards.
Leta 2006 je Pamela Anderson posnela mokumentarni film z naslovom Borat; glavni lik iz filma je bil popolnoma obseden z njo in načrtuje njeno ugrabitev in poroko z njim. Na koncu filma se pojavi kot ona sama na podpisovanju svojih knjig; z Boratom se v tem prizoru nazadnje sreča v zaodrju, ko jo ugrabi.
Med 13. in 14. februarjem 2008 je v Parizu nastopila v striptiz točki kabareta Crazy Horse. Pamela Anderson je 3. avgusta 2008 v Združenih državah Amerike preko kanala E! izdala prvo epizodo svoje oddaje Pam: Girl on the Loose.
Decembra 2008 je Pamela Anderson kot džini iz luči zaigrala v pantomimi Aladdin v gledališču New Wimbledon v Wimbledonu, London, Anglija. Pamela Anderson je prevzela vlogo komedijantke Ruby Wax in pričela sodelovati s komedijantom Paulom O'Gradyjem in zvezdnico serije EastEnders, Anito Dobson.
Pamela Anderson bo zaigrala v kratkem filmu The Commuter, ki ga bosta režirala brata McHenry, s katerim bodo v Združenem kraljestvu promovirali pametni telefon Nokia N8. Poleg nje bodo zaigrali njeni oboževalci, ki so zmagali v tekmovanju Nokia UK.

### Kariera zaPlayboy
Kariera Pamele Anderson za revijo Playboy obsega štiri desetletja (1989–2011) in na naslovnici Playboyja se je pojavila večkrat kot katera koli druga oseba. Pojavila se je tudi na plakatih za promocijo revije na kioskih, ki prodajajo revijo.

### Rokoborba
- Med pojavom na eni od WWE-jevih tekem leta 1995 je Pamela Anderson obljubila, da bo zmagovalca tekme pospremila na prireditev WrestleMania. 2. aprila tistega leta se je res pojavila na prireditvi WrestleMania XI, a kot spremljevalka Diesla, ne njegovega nasprotnika, Shawna Michaelsa, zmagovalca prej omenjene tekme; slednjega je do ringa spremila Jenny McCarthy.
- Poleg tega je Pamela Anderson posnela mnogo reklam skupaj z raznimi rokoborci. V eni od reklam Pamela Anderson pride do svojega doma in preveri, kdo vse ji je na telefonu pustil sporočila. Ko odide v kopalnico in se sleče za zaveso, je v ozadju slišati sporočila Shawna Michaelsa, Diesla in Doink the Clowna.
- Leta 2006 je Pamela Anderson ob prejetju svoje zvezde na Canada's Walk of Fame poljubila WWE-jevo rokoborko, Kanadčanko Trish Stratus.
- Oktobra 2006 je Pamela Anderson nastopila v radijski oddaji bivšega rokoborca, Marka Maddena.

### Big Brother
9. julija 2008 se je Pamela Anderson udeležila avstralske različice resničnostne oddaje Big Brother in v hiši ostala tri dni. To je bila njena prva udeležba resničnostne oddaje. Novembra 2010 se je pojavila še v indijski različici oddaje Big Brother, Bigg Boss, kjer naj bi za plačilo 550.000 $ ostala tri dni. Nato se je septembra 2011 pojavila še v dvanajsti sezoni britanskega Big Brotherja.

### Dancing with the Stars
Pamela Anderson je tekmovala v deseti sezoni oddaje Dancing with the Stars, kjer je bil njen parter profesionalni plesalec Damian Whitewood. Sezona se je premierno predvajala v ponedeljek, 22. marca 2010 in po sedmih mesecih je bila Pamela Anderson izločena.
Leta 2011 se je pojavila na argentinski verziji oddaje Dancing with the Stars, naslovljeni Bailando por un sueño. Že po četrtem krogu je izpadla.

## Zasebno življenje
12. maja 2004 je Pamela Anderson prejela ameriško državljanstvo in hkrati obdržala tudi kanadsko. V južni Kaliforniji je živela že vse od leta 1989.

### Razmerja
Poleg tega, da je zaslovela kot igralka in fotomodel, je Pamela Anderson veliko pozornosti javnosti pritegnila tudi s svojim zasebnim življenjem. Njena razmerja so pogosto na naslovnicah raznih tračarskih revij. 19. februarja 1995 se je, ko ga je poznala le šestindevetdeset ur, poročila s Tommyjem Leejem, bobnarjem glasbene skupine Mötley Crüe. Paru sta se rodila dva sinova, Brandon Thomas Lee in Dylan Jagger Lee, poimenovan po pradedku Pamele Anderson, Daleu Jaggerju Groscu, ki se je boril v drugi svetovni vojni. V času zakona je bila Pamela Anderson poznana pod imenom Pamela Anderson Lee. Pamela Anderson je zahtevo za ločitev vložila dvakrat, preden se je par dokončno razšel, a je v mnogih intervjujih priznala, da imata tudi po ločitvi še vedno spolne odnose.
Marca 2002 je Pamela Anderson priznala, da se je od Tommyja Leeja nalezla hepatitisa C (po podatkih zaradi uporabe že uporabljenih igel ob tetoviranju) in pričela redno pisati kolumno za revijo Jane. Oktobra 2003 je Pamela Anderson v intervjuju z radijsko oddajo Howarda Sterna v šali dejala, da ne pričakuje, da bi živela še dlje kot deset ali petnajst let, a to so nekateri tabloidi in spletne strani vzeli resno.
Od ločitve od Tommyja Leeja je bila Pamela Anderson zaročena s fotomodelom Marcusom Schenkenbergom in pevcem Kidom Rockom (Robert J. Ritchie). Z Marcusom Schenkenbergom se je razšla leta 2001, s Kidom Rockom pa leta 2003. 18. julija 2006 je oznanila, da se bo 29. julija 2006 na jahti blizu St. Tropeza v Franciji poročila s Kidom Rockom. V svojem blogu je napisala: »Počutim se, kot da bi obtičala v časovni razpoki. Iz spomina ne morem izbrisati slike SVOJE družine ... Svoja otroka sem vzgajala sama in upala na čudež. No, moj čudež je prišel in odšel. In prišel je nazaj in ugotovila sem, da se bom enkrat zbudila in spoznala, da sem odlašala za prazen nič.« »Grem do naslednje stopnje,« je oznanila. »Končno se počutim svobodno ... Zaljubljena sem.« Mediji so sprožili govorice, da sta se s Kidom Rockom nameravala poročiti samo zato, ker je Pamela Anderson zanosila, a teh ni ne eden ne drugi nikoli potrdil. Teorija je nastala zato, ker predstavnik Pamele Anderson na vprašanja, povezana z nosečnostjo, ni želel odgovarjati.
10. novembra 2006 je Pamela Anderson oznanila, da je med snemanjem filma Blondinki v Vancouvru splavila. 27. novembra 2006, sedemnajst dni kasneje, je Pamela Anderson v okrožju Los Angeles vložila zahtevo za ločitev od Kida Rocka zaradi »nepremostljivih razlik«. Nekateri mediji so namigovali, da je bil povod za ločitev po dveh tednih izpad Kida Rocka na snemanju filma Borat, v katerem je imela Pamela Anderson stransko vlogo.
Pamela Anderson je Ellen DeGeneres v njeni pogovorni oddaji leta 2007 dejala, da je zaročena. 29. septembra sta z Rickom Salomonom zaprosila za poročno licenco v Las Vegasu. Z Rickom Salomonom se je poročila v noči med svojima nastopoma v kazinoju Planet Hollywood v čarovniški predstavi Hansa Kloka 6. oktobra 2007; imela sta majhno poročno slovesnost v The Mirageu. Par se je razšel 13. decembra in ločil 22. februarja 2009. Pamela Anderson je zaradi prevare zaprosila za razveljavitev zakona.

### Posnetki seksa
Posnetke seksa Pamele Anderson s Tommyjem Leejem na njunih medenih tednih so ukradli iz njune hiše in jih objavili na internetu, kjer si jih je ogledalo ogromno število ljudi. Pamela Anderson je zato tožila podjetje Internet Entertainment Group, ki je posnetke objavilo. Nazadnje je s podjetjem sklenila poravnavo, ki je javnosti niso predstavili. Posnetkov s strani niso izbrisali; stran je po tistem več kot obiskalo trikrat ljudi več kot po navadi.
Njeni drugi posnetki, posneti pred posnetki s Tommyjem Leejem, prikazujejo spolni odnos s pevcem glasbene skupine Poison, Bretom Michaelsom. Prve fotografije iz posnetka so se marca 1998 pojavile v reviji Penthouse. Sicer je Bret Michaels dosegel sodno prepoved objave celotnega posnetka na internetu, vendar je na internetu še vedno na voljo štiriminuten posnetek.

### Legalne težave
Kalifornijska davčna uprava je Pamelo Anderson obdolžila, da jim dolguje več kot 525.000 $ in jo 12. aprila 2012 uvrstila na svoj seznam 500 ljudi, ki davkov ne plačujejo redno. 7. aprila 2009 je davčna uprava zasegla nekaj njenega materialnega premoženja.

## Dobrodelnost
Pamela Anderson je veganka, advokatka za pravice živali in aktivna članica organizacije PETA (pogosto sodeluje pri raznih kampanjah za pravice živali, ki jih organizira slednja). Vegetarijanka je postala v svojih zgodnjih najstniških letih, ko je videla svojega očeta, kako čisti žival, ki jo je ujel.
Ena od kampanij organizacije PETA, pri kateri je sodelovala tudi Pamela Anderson, je bila kampanja proti oblačenju v krzno. Leta 1999 je za sodelovanje v kampanji prejela nagrado Linde McCartney za njeno borbo za pravice živali. Leta 2003 se je v sklopu PET-ine oglaševalne kampanje »Raje sem gol kot oblečen v krzno« (»I'd Rather Go Naked Than Wear Fur«) fotografirala gola. 28. junija 2006 je Pamela Anderson pozirala gola pred butikom Stelle McCartney v Londonu, Anglija. S tem je promovirala podelitev nagrad PETA Humanitarian Awards. Odšla je v butik, se slekla in zbirala denar za organizacijo PETA. Udeležila se je tudi kampanje proti verigi restavracij Kentucky Fried Chicken (KFC). Leta 2001 je v podporo PET-ine kampanje proti KFC-ju objavila pismo, v katerem je napisala: »Kar vsako leto pri KFC-ju počnejo 750 milijonom piščancem, je ni civilizirano ali sprejmljivo.« Kasneje je objavila posnetek, v katerem je razkrila, kako se s piščanci, ki jih vzrejajo za ta namen, ravna. Januarja 2006 je kentuckysko vlado prosila, da odstranijo doprsni kip Colonela Sandersa, ustanovitelja KFC-ja, a njeno prošnjo so zavrnili tudi po tem, ko je predlagala, da namesto slednjega tam postavijo njen doprsni kip. Februarja 2006 se je Pamela Anderson odločila bojkotirati kentuckyski derbi, ker podpirajo KFC.
Udeležila se je tudi kampanje proti lovu na tjulnje v Kanadi. Marca 2006 je kanadskega predsednika vlade, Stephena Harperja, prosila, da prepove lov na tjulnje v Kanadi, a jo je zavrnil. Maja 2006 je naključne neznance na ulici prosila, da ji povejo svoje mnenje o lovu na tjulnje v Kanadi. Decembra 2009 se je fotografirala v majici s sliko tjulnjega mladička; sliko so vključili v novo PET-ino kampanjo. Nato se je pojavila na naslovnici oglasa z imenom »Rešite tjulnje« (»Save the Seals«), ki je javnost prosila, naj pomaga »razveljaviti kanadski zakon za pokol tjulnjev«. S PET-o je združila moči in pričela bojkotirati podjetje POM, ki izdeluje razne sadne sokove. V sklopu »kampanje proti POM-ovim grozotam« so dosegli, da je podjetje prepovedalo testiranje njihovih izdelkov na živalih. Marca 2005 je Pamela Anderson postala govornica MAC-ovega sklada za AIDS, ki je pomagalo ljudem, okuženim z virusom HIV in bolnikom z AIDS-om. Potem, ko je postala uradna govornica sklada, je zbirala denar za sklad v mestih, kot so Toronto, Tokio, Dublin in Atene. Pamela Anderson je postala govornica ameriškega sklada za jetra in se v sklopu zbiranja denarja fotografirala na motorju Grand Marshal. Predsedniku Baracku Obami je poslala odprto pismo, v katerem ga je spodbujala k temu, da legalizira uporabo marihuane.
Pamela Anderson je, ko je skoraj gola pozirala v bikiniju za PET-ino kampanjo, postala središče kontroverznosti. Objavo lakata s to fotografijo so prepovedali v Montrealu, Kanada, saj naj bi bil preveč seksističen. Pamela Anderson naj bi se na to odzvala z besedami: »Žalostno je, da v mestu, ki je poznano zaradi svojega eksotičnega plesa, naprednosti in drznosti, prepovejo ženski uporabljati lastno telo za politično protestiranje proti trpljenju krav in piščancev. Ponekod po svetu so ženske svoja telesa prisiljene prekriti z burkami - mar sledi to? Nisem si mislila, da je Kanada tako puritanska.«
Marca 2012 Pamela Anderson je postala govornica podjetja FrogAds, Inc.

## V popularni kulturi
Newman House je stavba, zgrajena po novem načinu arhitekture, ki so jo postavili leta 2003 v predmestju Melbournea, St Kilda, Avstralija in vključuje veliko podobo obraza Pamele Anderson. Sam Newman je lokalno arhitektko, Cassandro Fahey, prosil, naj oblikuje to stavbo in z dovoljenjem Pamele Anderson uporabili tudi njeno sliko. Dovoljenja so izdali, ko je stavba postala lokalna znamenitost in prejela nagrado RAIA Victorian Architecture Awards za najboljšo novo stavbo.
Srbska komična rock glasbena skupina Prljavi Inspektor Blaža i Kljunovi je preko svojega albuma Seks, droga i Bodiroga izdal pesem z naslovom »Lepa si, Pamela«. V pesmi glavni pevec skupine, Igor »Prljavi Inspektor Blaža« Blažević prizna svojo ljubezen do Pamele in grozi Tommyju Leeju, na naslovnici albuma pa sta Blažević in Pamela Anderson v postelji. Leta 2009 je Igor Blažević Pamelo Anderson resnično spoznal v Beogradu med promocijo njihovega albuma Seks, droga i Bodiroga.
Pamela Anderson se je pojavila tudi v televizijski seriji Invader Zim, in sicer v epizodah »Dib's Wonderful Life of Doom« in »The Girl Who Cried Gnome«. Kakorkoli že, nikoli ni spregovorila.

## Filmografija

### Filmi
| Leto | Naslov                                                                                    | Vloga           | Opombe                             |
| ---- | ----------------------------------------------------------------------------------------- | --------------- | ---------------------------------- |
| 1990 | Playboy: Sexy Lingerie II                                                                 | Ona             |                                    |
| 1991 | Playboy Video Playmate Calendar 1991                                                      | Ona             |                                    |
| 1991 | Playboy: Wet & Wild III                                                                   | Ona             |                                    |
| 1991 | Playboy: Sexy Lingerie III                                                                | Ona             |                                    |
| 1991 | The Taking of Beverly Hills                                                               | Navijačica      | Akcijski film                      |
| 1992 | Playboy Video Centerfold: Pamela Anderson                                                 | Ona             |                                    |
| 1992 | Playboy: The Best of Sexy Lingerie                                                        | Ona             |                                    |
| 1992 | Playboy: Playmate Bloopers                                                                | Ona             |                                    |
| 1992 | Playboy: Playmates in Paradise                                                            | Ona             |                                    |
| 1992 | Playboy: Playmate Private Pleasures                                                       | Ona             |                                    |
| 1993 | Snapdragon                                                                                | Felicity        | Triler                             |
| 1994 | Raw Justice                                                                               | Sarah           | Triler                             |
| 1995 | Naked Souls                                                                               | Britt           | Neodvisni triler                   |
| 1995 | Obalna straža: Havajska poroka                                                            | C.J Parker      | Television film                    |
| 1995 | Playboy: The Best of Pamela Anderson                                                      | Ona             |                                    |
| 1995 | Edenquest: Pamela Anderson                                                                | Ona             |                                    |
| 1996 | Barb Wire                                                                                 | Barb Wire       | Znanstveno-fantastični film        |
| 1998 | Pam & Tommy Lee: Stolen Honeymoon                                                         | Ona             |                                    |
| 1998 | Playboy: Celebrities                                                                      | Ona             |                                    |
| 1998 | A Taste of Playboy: Personalities Volume 1                                                | Ona             |                                    |
| 1998 | Playboy: Blondes, Brunettes, Redheads                                                     | Herself         |                                    |
| 1999 | Playboy: Sexiest Home Videos                                                              | Ona             |                                    |
| 1999 | Celebrities Caught on Camera: Volume 1                                                    | Ona             |                                    |
| 1999 | Playboy: Playmate Profile Video Collection Featuring Miss February 1999, 1996, 1993, 1990 | Ona             |                                    |
| 2001 | Playboy Exposed: Playboy Mansion Parties Uncensored                                       | Ona             |                                    |
| 2001 | Kid Rock - Forever                                                                        | Ona             | Videospot                          |
| 2002 | Playboy: Prime Time Playmates                                                             | Ona             |                                    |
| 2002 | Playboy: The Ultimate Pamela Anderson                                                     | Ona             |                                    |
| 2002 | Scooby-Doo                                                                                | Ona             |                                    |
| 2002 | Kid Rock - You Never Met a Motherfucker Quite Like Me                                     | Ona             | Videospot                          |
| 2003 | Scary Movie 3                                                                             | Becca           | Komedija                           |
| 2003 | Pauly Shore Is Dead                                                                       | Ona             | Komedija/komični dokumentarni film |
| 2004 | Playboy: 50 Years of Playmates                                                            | Ona             |                                    |
| 2005 | No Rules                                                                                  | Herself         | Akcijski film                      |
| 2006 | Borat                                                                                     | Ona             | Komični dokumentarni film          |
| 2008 | Superhero Movie                                                                           | Nevidno dekle   | Komedija                           |
| 2008 | Blondinki                                                                                 | Dee Twiddle     | Komedija                           |
| 2010 | Costa Rican Summer                                                                        | Ona             | Komedija                           |
| 2010 | Hollywood & Wine                                                                          | Ona             | Komedija                           |
| 2010 | The Commuter                                                                              | Gostja v hotelu | Kratka akcijska komedija           |

### Televizija
- Kremenčkovi (1978)
- Charles in Charge epizoda »Teacher's Pest« (1990)
- Družina za umret epizoda »Al With Kelly« (1990)
- Družina za umret epizoda »Route 666: Part 2« (1991)
- Home Improvement (članica igralske zasedbe v letih 1991–1993)
- Obalna straža (članica igralske zasedbe v letih 1992–1997)
- Dnevi našega življenja (članica igralske zasedbe leta 1992)
- Come Die with Me: A Mickey Spillane's Mike Hammer Mystery (1994)
- Varuška epizoda »Danny's Dead and Who's Got the Will?« (1997)
- Varuška epizoda »The Heather Biblow Story« (1997)
- V.I.P. (1998–2002)
- Futurama (glas) epizoda »A Fishful of Dollars« (1999)
- Less Than Perfect epizoda »All About Claude« (2003)
- Stripperella (glas) (2003–2004)
- Vroča knjigarna (2005–2006)
- Comedy Central Roast of Pamela Anderson (2005)
- Moja najstnica epizoda »C.J.'s Temptation« (2005)
- Moja najstnica epizoda »Torn Between Two Lovers« (2005)
- MADtv (2005)
- Pam: Girl on the Loose (2008)
- The Sunday Night Project - kot voditeljica (2008)
- Big Brother Australia - kot gostja v hiši za tri dni (2008)
- Dancing with the Stars (2010) - kot tekmovalka
- Comedy Central Roast of David Hasselhoff (2010) - kot gostja
- Magic Numbers (v Veliki Britaniji) (2010) - kot gostja
- Bigg Boss India - gostja v hiši za štiri dni (2010)
- Celebrity Juice - kot gostja
- Bailando 2011 (2011) - kot tekmovalka
- Les Anges de la télé-réalité (Francija, sezona 2 (2011) - kot gostja v hiši v Miamiju
- Big Brother - Velika Britanija - kot gostja v hiši (2011)
- Yalan Dünya epizoda 9 (2012) - ona (gostovalni pojav)
- RuPaul's Drag Race - gostovalna sodnica